# Peter Smith
Pour les articles homonymes, voir Smith.
Peter Smith, né le 21 octobre 1943 à Battersea et mort le 6 mars 2020 à Chelsea (Londres), est un ecclésiastique britannique de confession catholique. 
Il est ordonné évêque en 1995, et occupe successivement la tête du diocèse d'Est Anglie et des archidiocèses de Cardiff et de Southwark.

## Biographie

### Formation et premiers postes
Peter Smith fait ses études secondaires au Clapham College, puis obtient son diplôme de Bachelor of Laws de l'université d'Exeter en 1966. Il entame sa formation en vue du sacerdoce au séminaire Saint-Jean de Wonersh. Il est ordonné prêtre le 5 juillet 1972 pour l'archidiocèse de Southwark.
Après deux ans (1972-74) d'activité comme vicaire de la paroisse St Francis de Stockwell, il entreprend des études de droit canon au sein de l'Université pontificale Saint-Thomas-d'Aquin (l'Angelicum) à Rome. Il termine son doctorat en 1977, et enseigne à son tour le droit canon au séminaire Saint-Jean jusqu'en 1984. Parallèlement, il est juge dans les tribunaux ecclésiastiques diocésain puis métropolitain chargés des litiges portant sur les mariages.
Après avoir pris en charge quelque temps (1984-85) la paroisse St Andrew de Thornton Heath, il revient au séminaire Saint-Jean, en qualité de recteur, de 1985 à 1995.

### Évêque d'Est Anglie
Le 21 mars 1995, le pape Jean-Paul II nomme Peter Smith à la tête du diocèse d'Est Anglie. Il reçoit la consécration épiscopale le 21 mai suivant, des mains du cardinal Hume, secondé par l'archevêque de Southwark Mgr Bowen et l'évêque sortant Mgr Clark (en).
EN 1998, Mgr Smith se voit contraint de retirer, à la demande du Vatican, un imprimatur qui avait été accordé en 1994 à un ouvrage d'éducation religieuse.
En septembre 2000, Peter Smith est un des huit membres du Nolan Review, commission chargée de proposer des directives sur la protection des mineurs contre les abus sexuels. Le rapport est publié en deux phases, en avril et septembre 2001,.

### Archevêque de Cardiff
Le 26 octobre 2001, Peter Smith est nommé archevêque de Cardiff par le pape Jean-Paul II. Il prend la succession de John Ward (en), démissionnaire pour raison de santé, mais qui a été accusé de ne pas avoir géré convenablement deux affaires de prêtres pédophiles dans son diocèse. Le nouvel archevêque lance un appel à la réconciliation, indiquant qu'il cherchera à revoir les procédures, « panser les plaies et amener la guérison ». 
Le nouvel archevêque entreprend d'appliquer les directives du Nolan Review dans son diocèse, avec la mise sur pied d'une équipe chargée de la protection des enfants en coopération avec la police. Citant par ailleurs l'exemple du pape Jean-Paul II, il indique qu'il lui semble bon que les jeunes hommes aient une expérience de la vie dans le monde avant de s'engager dans la prêtrise et de se vouer au célibat.
En 2002, Peter Smith est nommé sous-prélat et chapelain de l'ordre souverain de Malte.

### Archevêque de Southwark
Le 30 avril 2010, Mgr Smith est nommé par le pape Benoît XVI archevêque de Southwark, pour succéder à Mgr McDonald démissionnaire pour raisons de santé. Il est installé dans sa charge le 10 juin 2010. Il démissionne pour raison d'âge le 10 juin 2019. 

## Prises de position et domaines d'activité

### Sur l'euthanasie
En décembre 2004, Peter Smith intervient dans le débat parlementaire sur l'introduction du living will par lequel un individu peut décider à l'avance quelles actions il demande qu'on mette en œuvre dans le cas où une maladie le rendrait incapable de prendre des décisions. Le projet de loi comporte également la possibilité de donner une procuration à quelqu'un pour prendre ce type de décision. L'archevêque de Cardiff s'y oppose, craignant d'une part que cela permette l'introduction détournée de l'euthanasie par suspension des soins de base, d'autre part, que les décisions prises par procuration puissent être dommageables au patient. Le débat parlementaire est houleux, le Lord Chancelier assure l'archevêque que le gouvernement ne compte pas autoriser de demande dont l'objectif est de tuer le patient et compte mentionner explicitement que les demandes doivent toujours être « dans l'intérêt de la personne ». L'archevêque déclare que ces précautions peuvent lever ses objections.

### Sur les unions de personnes de même sexe
En février 2011, Peter Smith, alors archevêque de Southwark, s'oppose avec force au projet du gouvernement de coalition de David Cameron de permettre d'organiser des cérémonies de civil partnerships (unions de couples de même sexe) dans des lieux de culte. Dénonçant une mesure qui n'avait jamais été envisagée par le législateur, l'archevêque souligne qu'aucune autorité, ni civile, ni religieuse n'a le pouvoir de modifier la nature fondamentale du mariage, qu'il définit en ces termes : 
« Le mariage n'appartient pas plus à l'État qu'il n'appartient à l'Église. C'est une institution humaine fondamentale enracinée dans la nature humaine elle-même. C'est un engagement perpétuel d'un homme et d'une femme l'un envers l'autre, engagement conclu publiquement pour le soutien mutuel des époux, la procréation et l'éducation des enfants. »
De fait, lors du débat parlementaire du 15 décembre suivant, le gouvernement donne l'assurance que les membres du clergé ne sauraient être contraints de permettre la tenue de cérémonies de civil partnerships. L'interprétation des lois par le juge tenant compte de ce type d'assurances orales, Mgr Smith se félicite de l'issue du débat.
Le 20 février 2012, Mgr Smith accueille favorablement le lancement de la coalition pour le mariage qui a pour objectif de maintenir la définition traditionnelle du mariage dans la loi anglaise. Le 6 mars suivant, alors qu'un projet gouvernemental de légalisation du mariage homosexuel est annoncé, Peter Smith élabore, avec son confrère l'archevêque de Westminster Mgr Nichols, une réponse concertée de la hiérarchie catholique. Elle prend la forme d'une lettre qui doit être lue dans les 2 500 églises catholiques du pays au cours de la messe dominicale,.

### Sur la liberté religieuse
En septembre 2011, Mgr Smith commente une série de décisions de justice déboutant des chrétiens qui voulaient voir reconnu leur droit de porter un symbole religieux (une croix), ou leur droit à l'objection de conscience. Il reproche aux juges d'interpréter incorrectement les conventions sur les droits de l'homme, dans un sens trop restrictif pour les libertés individuelles. L'archevêque reproche notamment aux tribunaux d'avoir accepté que musulmans et sikhs puissent manifester leur foi à travers leur costume ou leurs accessoires et de l'avoir refusé aux chrétiens au prétexte que ce n'est pas essentiel à la pratique de leur foi.